# Scintilla elettrica

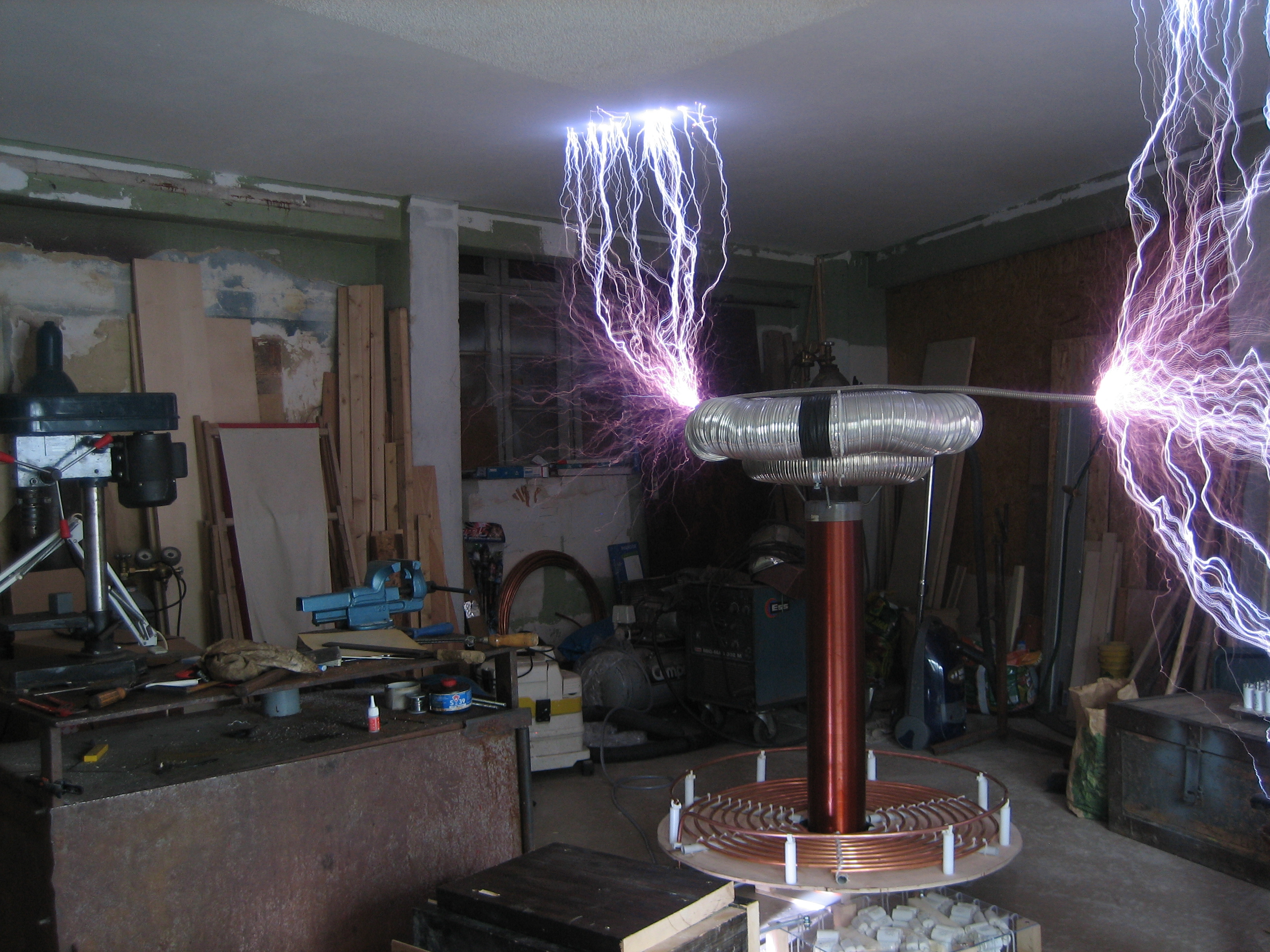
Scintille prodotte da una bobina di Tesla

La scintilla elettrica (o più semplicemente scintilla) è una scarica elettrica fra due conduttori con diverso potenziale che si propaga attraverso un dielettrico generalmente gassoso (come ad esempio l'aria).
La scintilla si manifesta con un intenso bagliore di brevissima durata lungo un caratteristico percorso a zigzag, accompagnato da un suono schioccante o detonante.
I fulmini non sono altro che scintille di grande intensità.

## Spiegazione fisica
La durata di una scintilla è di norma inferiore al millisecondo.
In questo brevissimo tempo viene a formarsi a causa del fenomeno di ionizzazione per impatto un canale di plasma che stabilisce un collegamento elettrico fra due corpi altrimenti isolati.
Affinché si verifichi la scintilla è necessario che il campo elettrico superi la soglia di rigidità del dielettrico.
Per l'aria in condizioni standard questo valore si aggira intorno ai 3 kV/mm, ma diminuisce facilmente con l'umidità o sotto l'influsso di radiazioni ionizzanti come ad esempio i raggi ultravioletti.

## Applicazioni

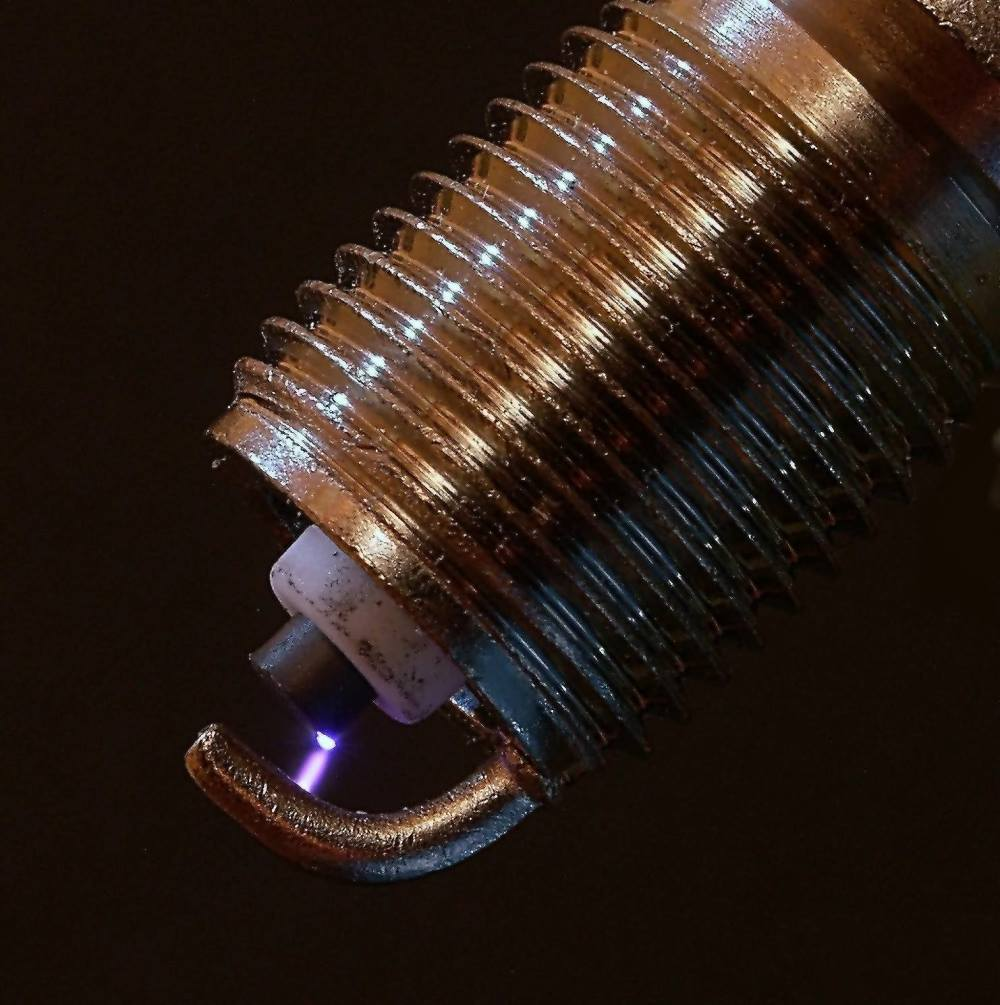
Scintilla prodotta dalla candela di un'automobile

Le scintille vengono utilizzate per innescare la combustione, per esempio per mezzo delle candele nei motori a scoppio.

## Rischi per la sicurezza
Le scariche elettrostatiche all'interno dei circuiti elettrici sono di per sé potenzialmente distruttive e responsabili dell'emissione di scintille che possono nel peggiore dei casi dare fuoco ai dispositivi elettrici.
Nella prassi elettrotecnica si impiegano componenti aggiuntivi per evitare la formazione di archi elettrici durante la chiusura o l'apertura degli interruttori.